# Slavná lázeňská města Evropy
Slavná lázeňská města Evropy (The Great Spa Towns of Europe) je nadnárodní památka světového dědictví UNESCO, do které patří 11 lázeňských měst v sedmi evropských zemích. Tato města se rozvinula kolem přírodních pramenů minerálních vod a vzkvétala od počátku 18. století do 30. let 20. století.

## Historie
Úsilí dostat jedenáctku evropských lázní na seznam světového dědictví začalo v roce 2012, koordinovala je Česká republika a nominace byla předložena v roce 2019. Dne 24. července 2021 byla tato města oficiálně zapsána na seznam světového dědictví. Rozhodl o tom mezivládní Výbor světového dědictví na svém 44. zasedání ve městě Fu-čou v Číně. Anglické lázeňské město Bath je zapsáno na seznam světového dědictví UNESCO i jako samostatná položka už od roku 1987. Po jistou dobu během zpracování přihlášky byla nominována i města Luhačovice, Bad Homburg vor der Höhe, Bad Pyrmont, Wiesbaden a Bad Ischl, která se však na seznam UNESCO nedostala.

## Seznam
| Město             | Poloha                             | ID       | Rozloha chráněné části města (ha) | Rozloha ochranného pásma (ha) |
| ----------------- | ---------------------------------- | -------- | --------------------------------- | ----------------------------- |
| Baden bei Wien    | Dolní Rakousy, Rakousko            | 1613-001 | 343                               | 855                           |
| Spa               | Lutych, Belgie                     | 1613-002 | 772                               | 1536                          |
| Františkovy Lázně | Karlovarský kraj, Česko            | 1613-003 | 367                               | 872                           |
| Karlovy Vary      | Karlovarský kraj, Česko            | 1613-004 | 1123                              | 1029                          |
| Mariánské Lázně   | Karlovarský kraj, Česko            | 1613-005 | 835                               | 3677                          |
| Vichy             | Auvergne-Rhône-Alpes, Francie      | 1613-006 | 68                                | 253                           |
| Bad Ems           | Porýní-Falc, Německo               | 1613-007 | 80                                | 155                           |
| Baden-Baden       | Bádensko-Württembersko, Německo    | 1613-008 | 230                               | 2377                          |
| Bad Kissingen     | Bavorsko, Německo                  | 1613-009 | 212                               | 524                           |
| Montecatini Terme | Toskánsko, Itálie                  | 1613-010 | 114                               | 341                           |
| Bath              | Jihozápadní Anglie, Velká Británie | 1613-011 | 2870                              | -                             |

## Fotogalerie

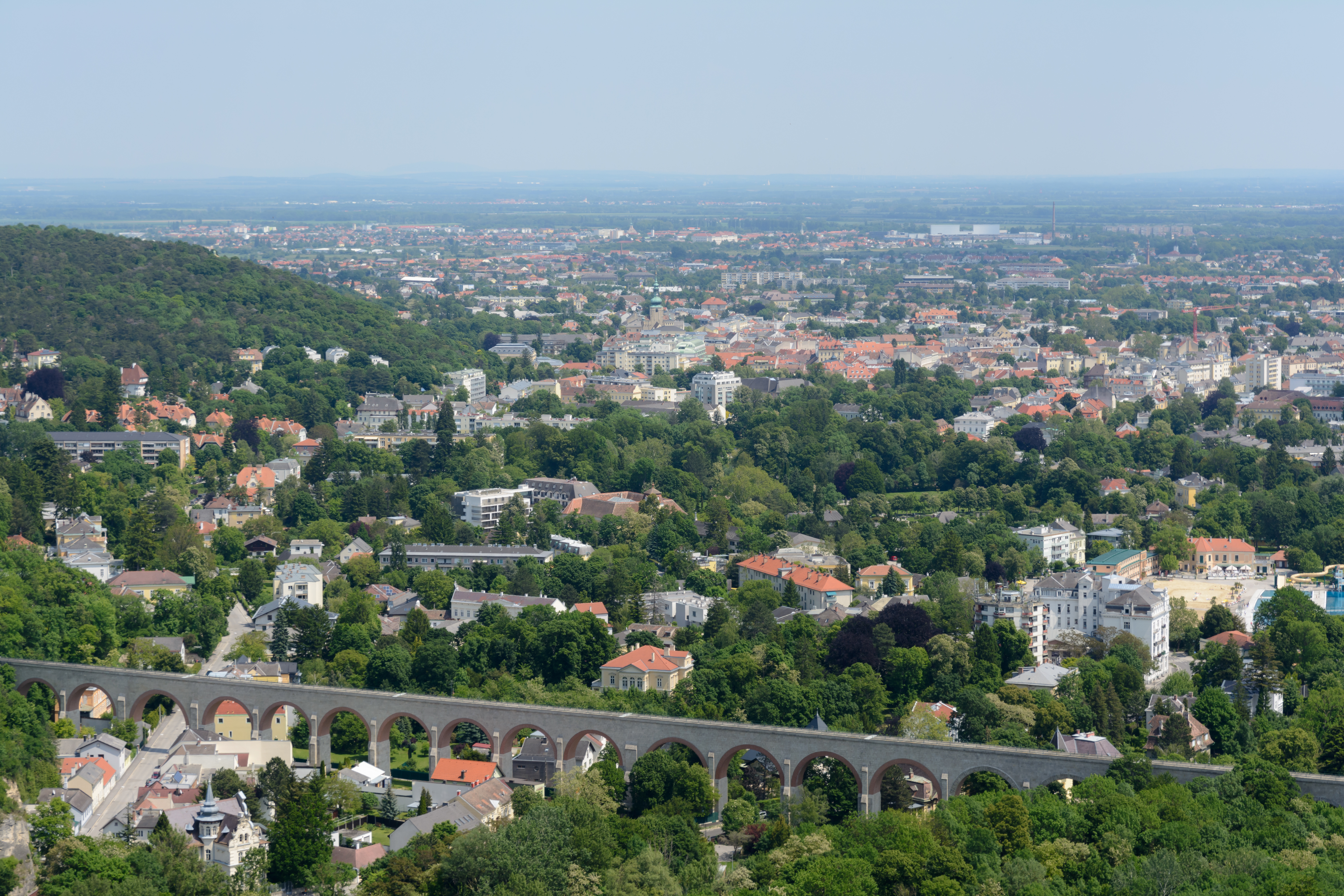
Baden bei Wien
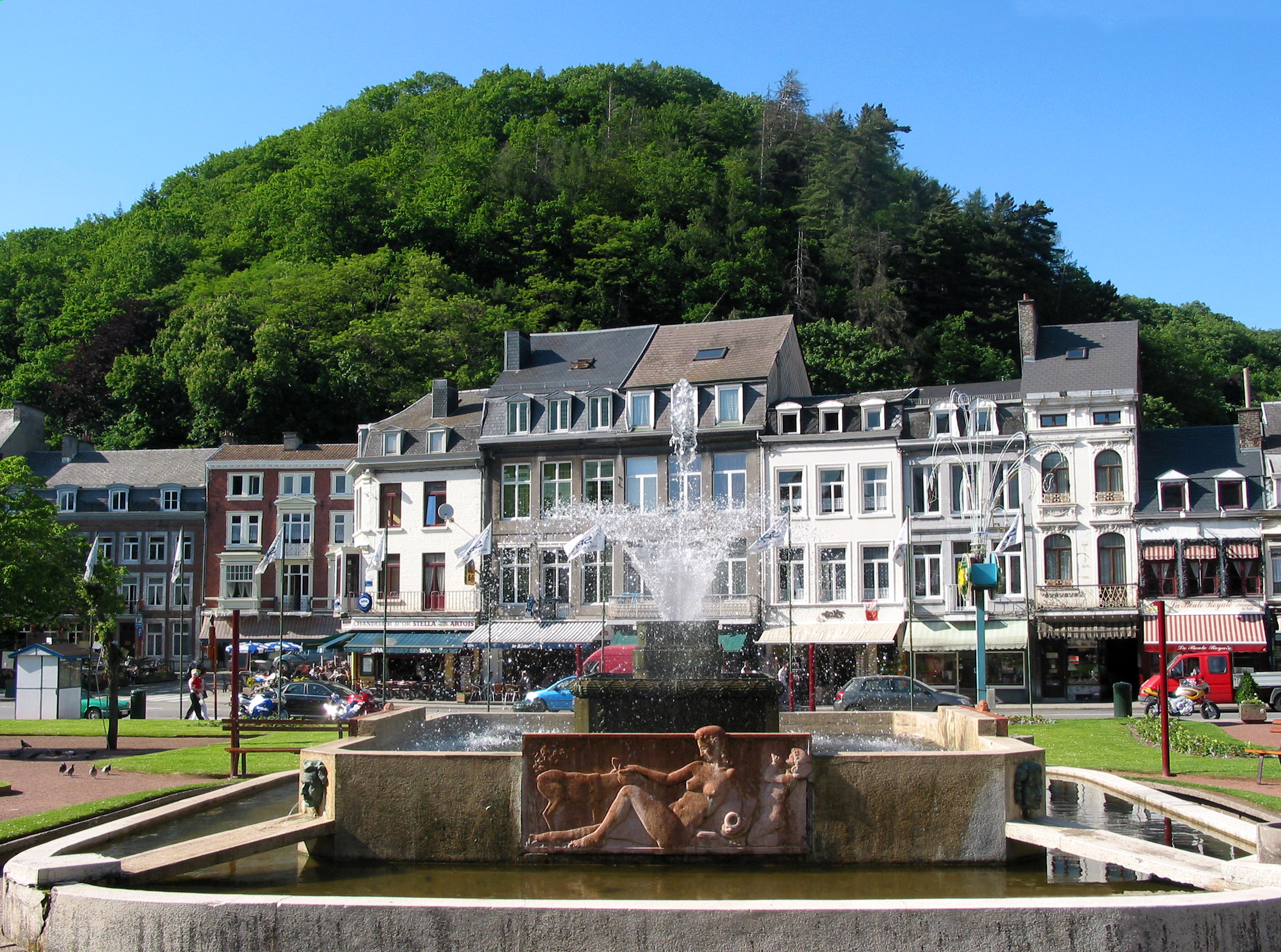
Spa
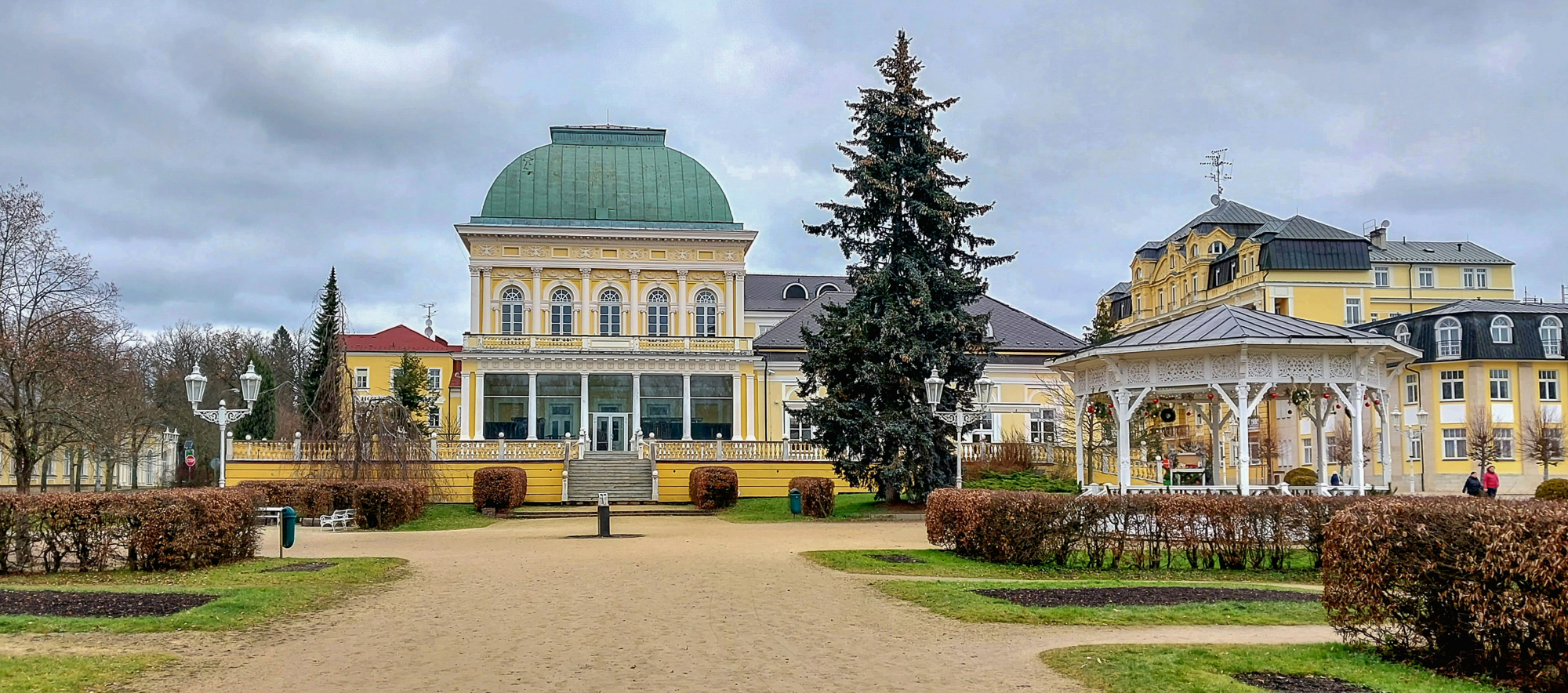
Františkovy Lázně
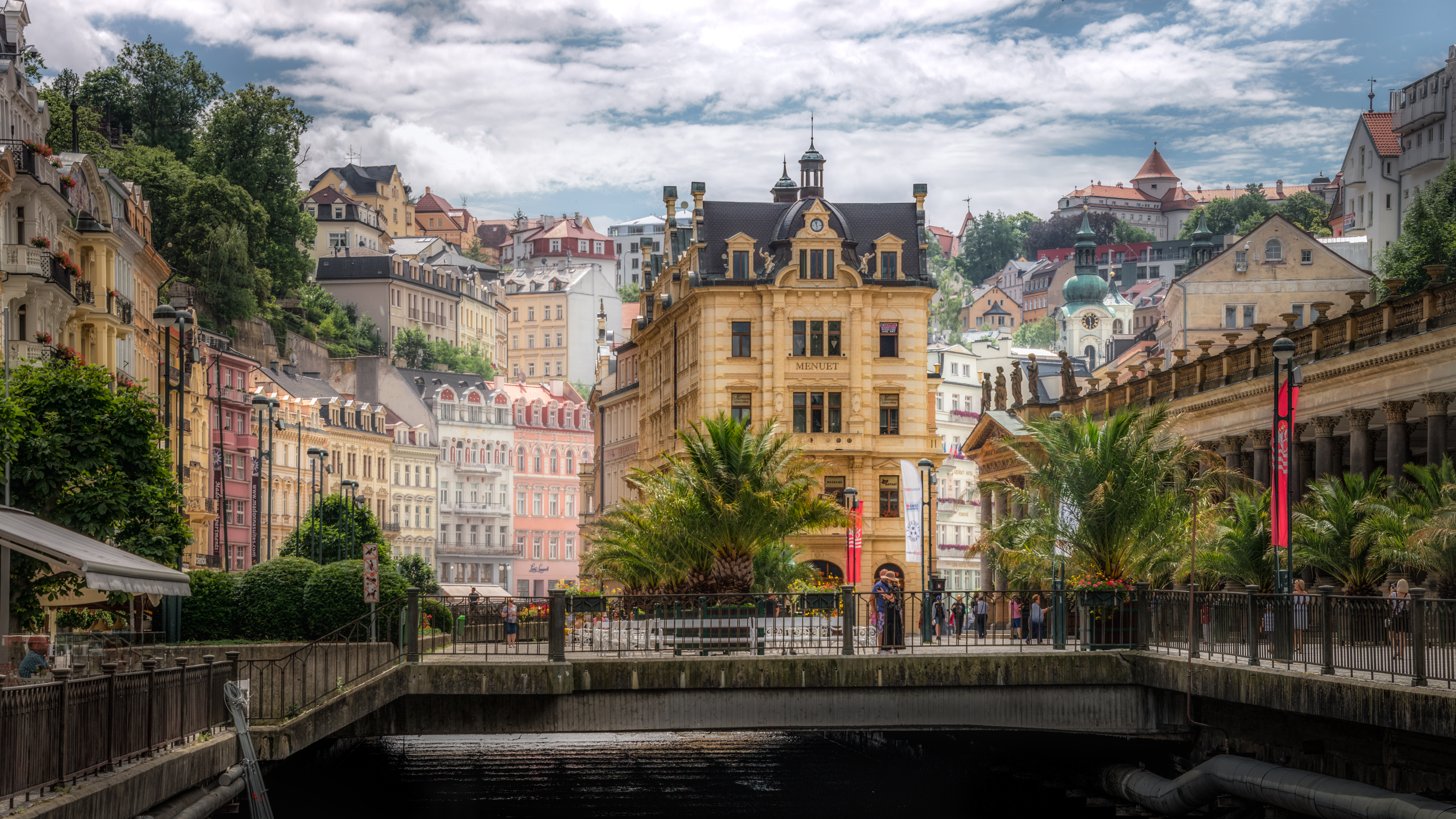
Karlovy Vary
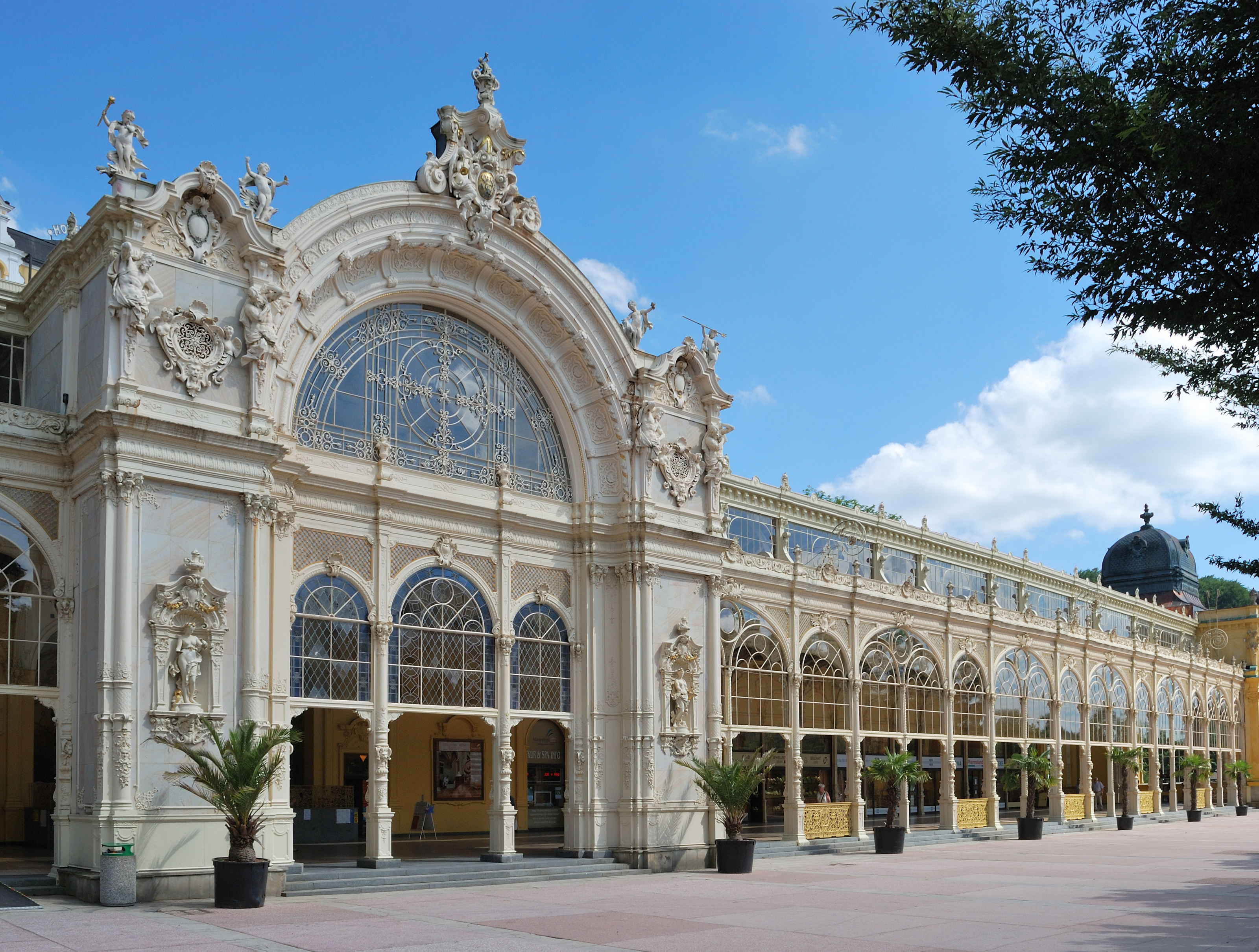
Mariánské Lázně
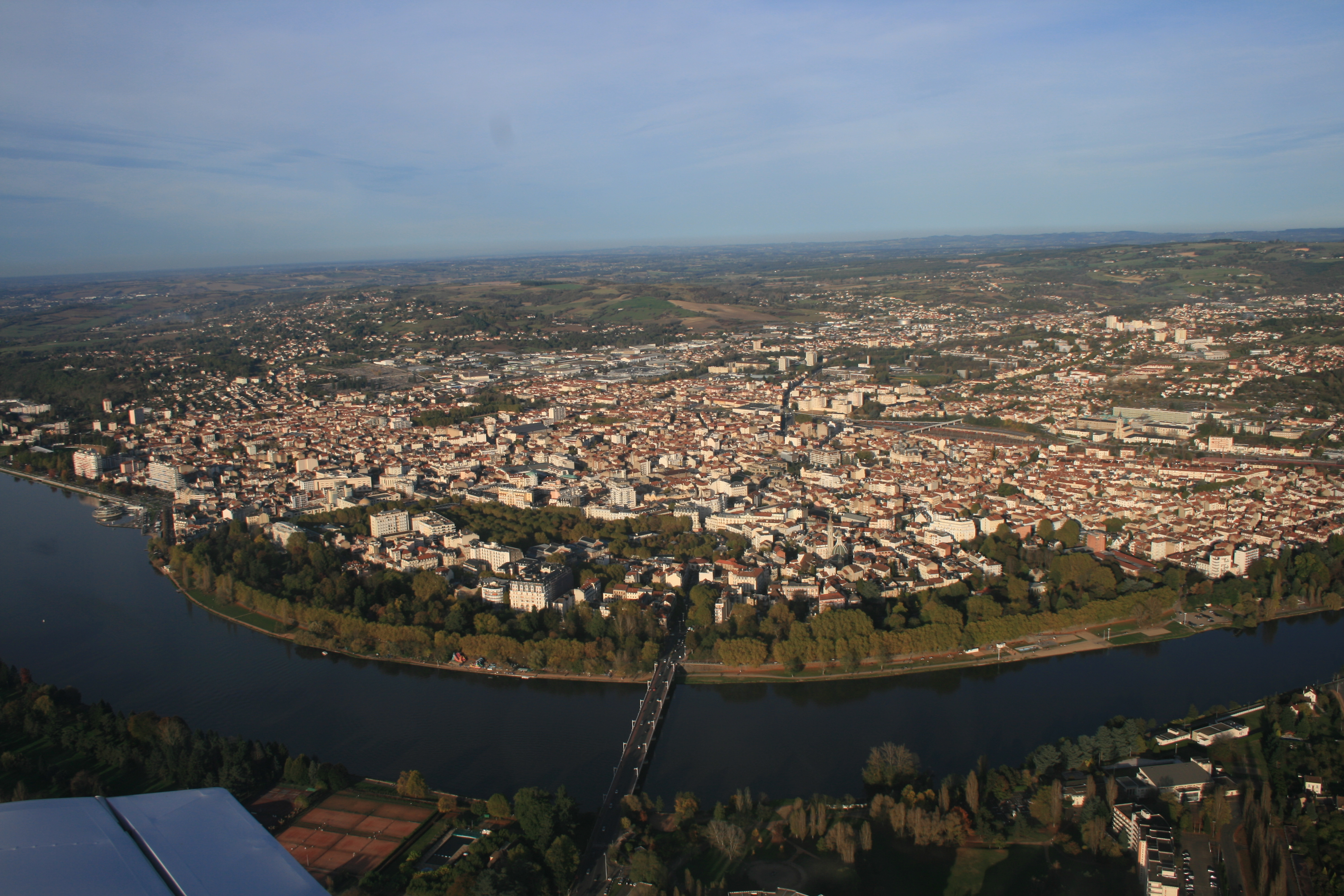
Vichy
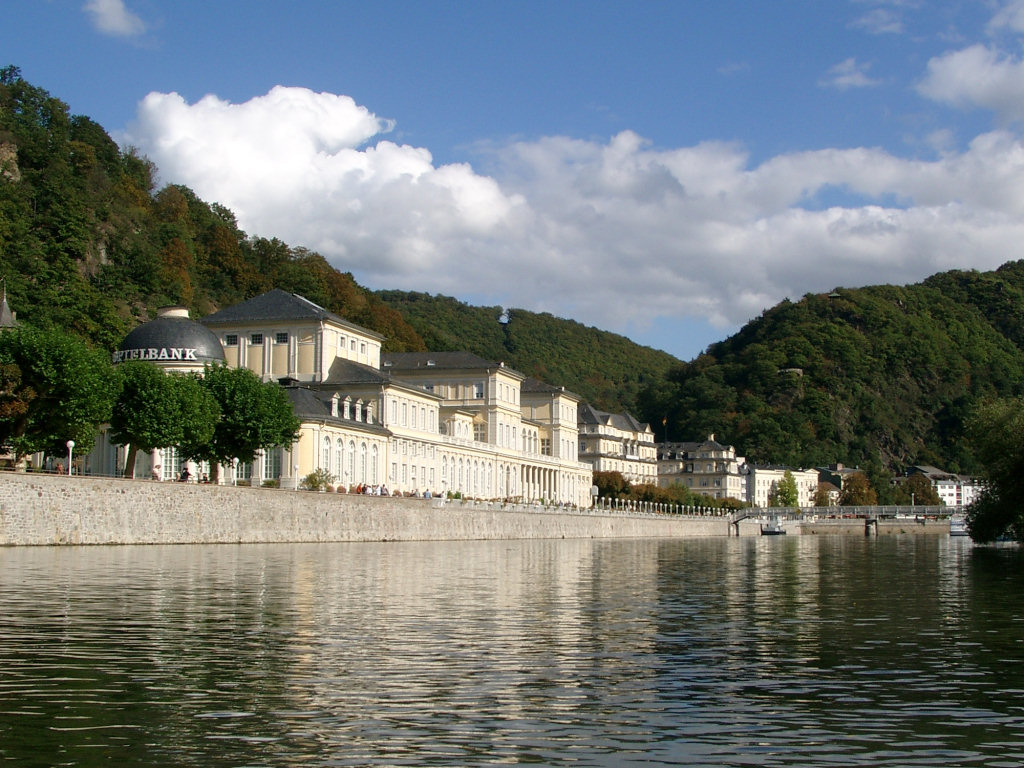
Bad Ems
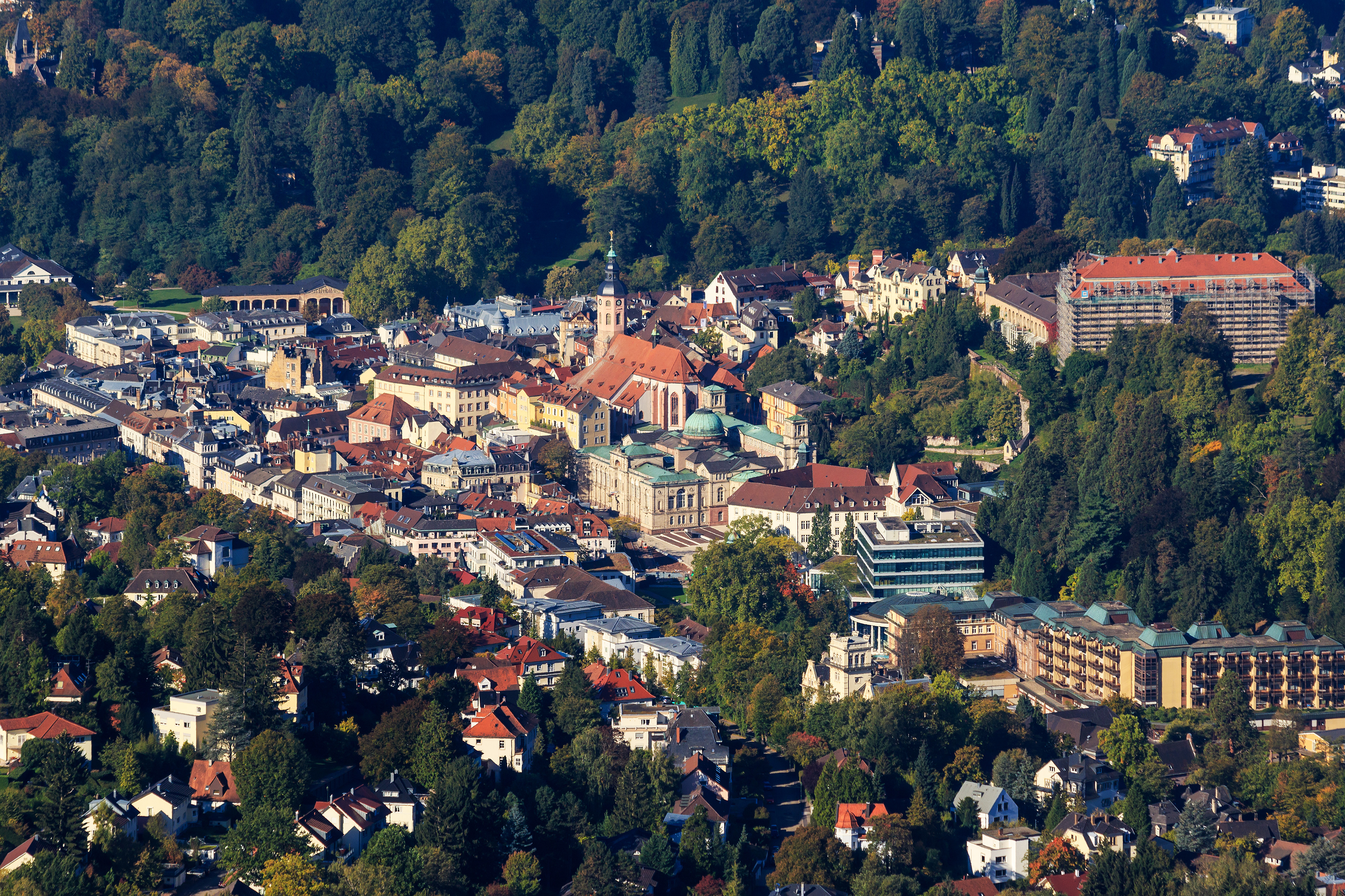
Baden-Baden
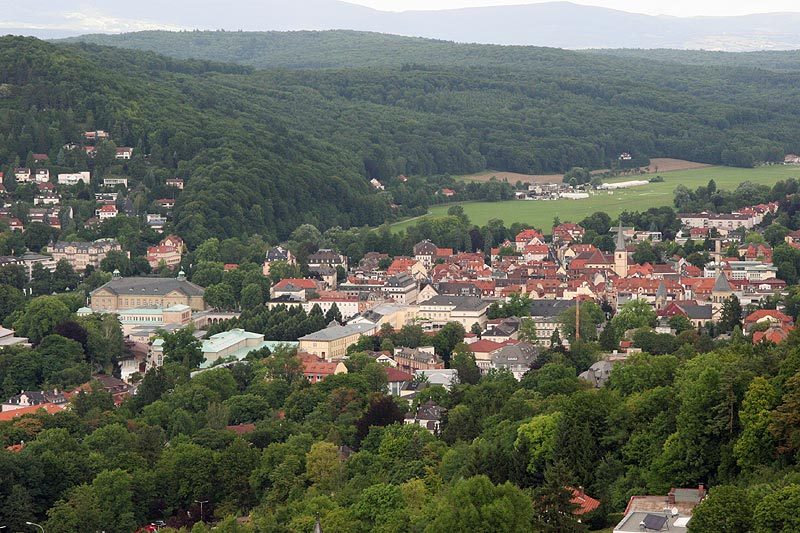
Bad Kissingen
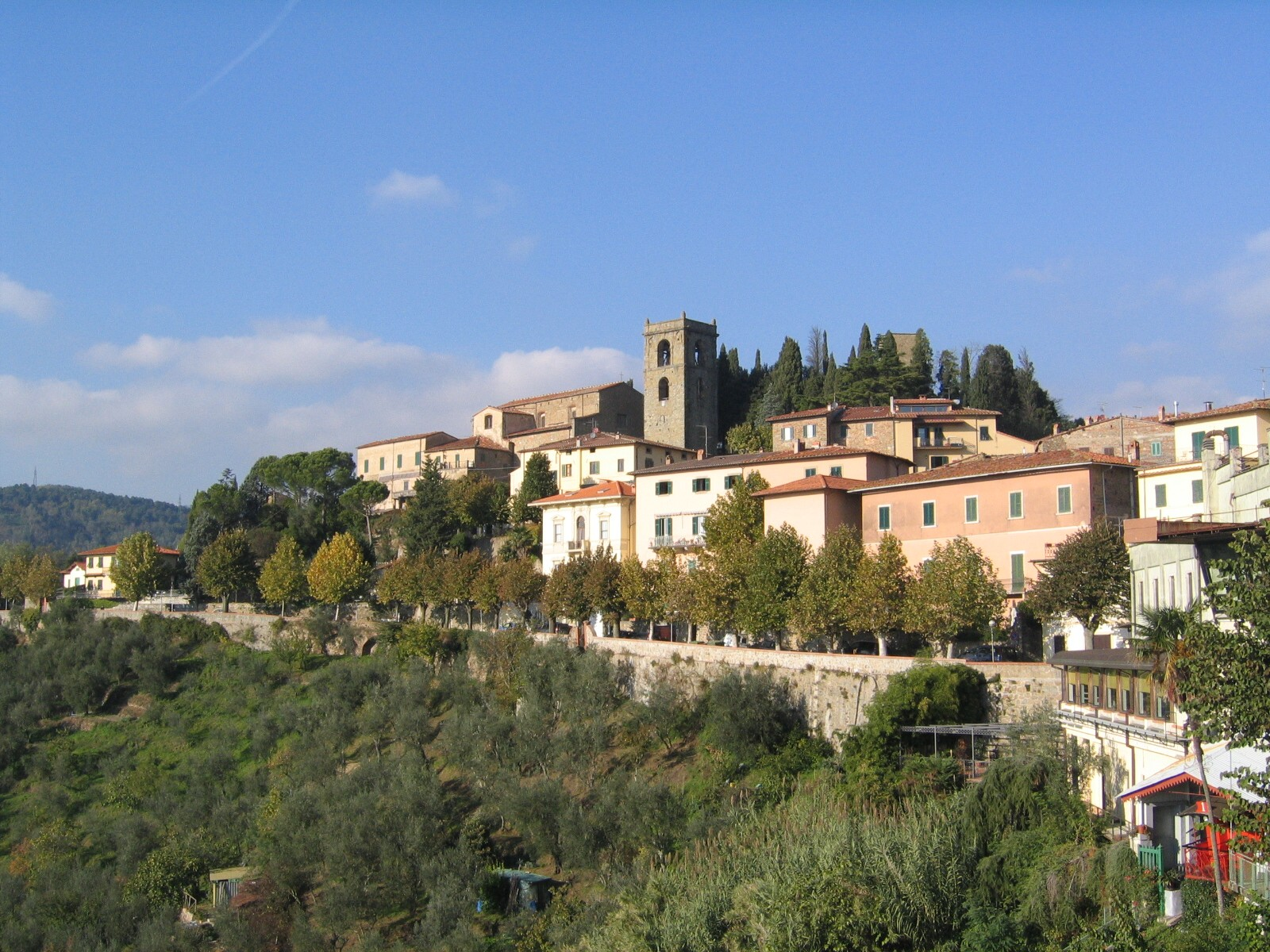
Montecatini
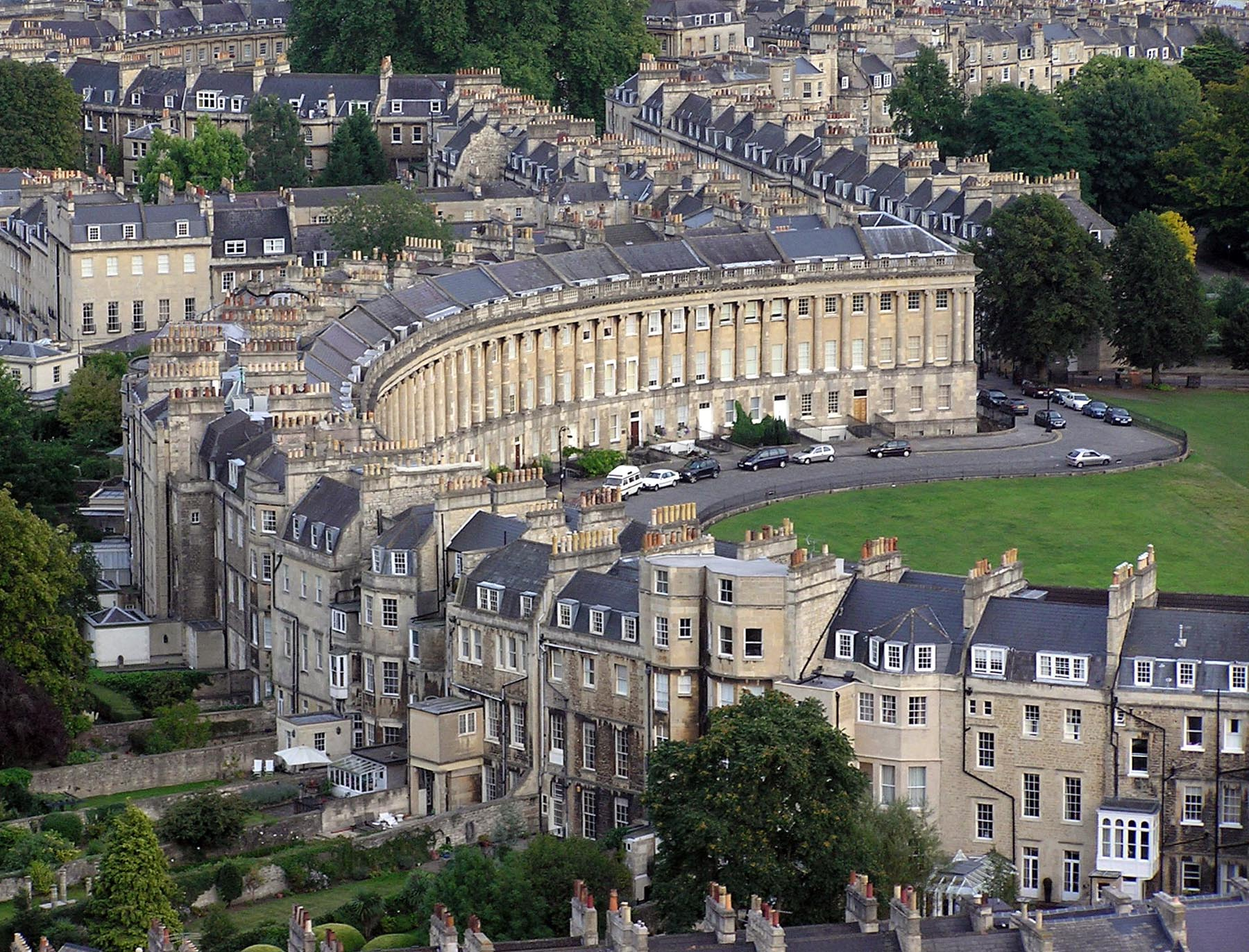
Bath